# Gaertnera phanerophlebia
Gaertnera phanerophlebia är en måreväxtart som beskrevs av John Gilbert Baker. Gaertnera phanerophlebia ingår i släktet Gaertnera och familjen måreväxter. Inga underarter finns listade i Catalogue of Life.